# Peliunan
Peliunan (mal. Kampong Peliunan) – wieś w mukimie Batu Apoi w dystrykcie Temburong we wschodnim Brunei. Położona po północnej stronie drogi Jalan Labu.